# トゥルキーノ山
トゥルキーノ山（トゥルキーノさん、Pico Real del Turquino）は、キューバの南部マエストラ山脈にあるキューバ最高峰である。標高1,974mである。この地域はトゥルキーノ国立公園に指定されている。